# Procissão do Encontro
Denomina-se Procissão do Encontro a prática devocional brasileira e portuguesa que rememora a reunião de Jesus Cristo e a Virgem Maria a caminho do Calvário. Prevalente na maioria das paróquias brasileiras, e em muitas das portuguesas, a procissão realiza-se tradicionalmente na noite da Quarta-feira de Trevas, embora lugares haja em que se a celebre em outros dias da Semana Santa.
Tradicionalmente, a procissão consiste do cortejo de duas imagens, uma representando o Bom Jesus dos Passos e a outra Nossa Senhora das Dores. A trasladação do ícone de Cristo, carregada por homens, é acompanhada pelas ruas da cidade até encontrar-se com a imagem da Virgem Dolorosa, que vem em procissão inteiramente feminina saída de um ponto distinto daquela do Bom Jesus. Embora seja esta a configuração tradicional e mais comumente vista neste cortejos, outras formas podem ser verificadas em certas paróquias. 
As procissões do encontro mais famosas estão nas cidades históricas de Minas Gerais, onde estes cortejos adquirem uma exuberante beleza cênica, além de Olinda e Salvador. Em Florianópolis, a procissão do encontro encontra-se inserida nas celebrações ao Senhor dos Passos, prática devocional que congrega, todos os anos, milhares de fiéis. 